# Audi Nuvolari
Audi Nuvolari Quattro (também conhecido como Audi Lisvina) foi um carro conceitual da montadora alemã Audi, apresentado no Salão do Automóvel de Genebra, de 2003, o segundo dos três carros-conceito da Audi exibidos em 2003, após o Audi Pikes Peak quattro e à frente do Le Mans quattro.
O Nuvolari quattro possuía um motor FSI (Injeção Estratificada por Combustível) V10 de 5,0 L com um turbocompressor, avaliado em 441  kW (600  PS; 591  cv) e 750  N⋅m (553  lbf⋅ft ). O carro usava o sistema quattro permanente de tração nas quatro rodas da Audi, baseado no Torsen.
Alguns conceitos do Nuvolari influenciaram o desenvolvimento do Audi A5.

## Nuvolari
O nome utilizado no conceito foi uma homenagem ao lendário piloto Tazio Nuvolari, que nos anos de 1937 a 1939 correu para a Auto Union, a qual em 1965 evoluiu à empresa Audi atual.